# Николо-Тители
Николо-Тители — деревня в Ступинском районе Московской области в составе Городского поселения Малино (до 2006 года — входила в Березнецовский сельский округ). На 2016 год Николо-Тители, фактически, дачный посёлок: при 4 жителях в деревне 3 улицы, переулок и 20 садовых товариществ.

## Население
| 2002 | 2006 | 2010 |
| ---- | ---- | ---- |
| 8    | ↘7   | ↘4   |

Николо-Тители расположена на севере центральной части района, высота центра деревни над уровнем моря — 178 м. Находится в 3,2 км на северо-запад от Малино, другие ближайшие населённые пункты примерно в 3 км — деревни Каменка на юго-запад и Кошелевка — на северо-запад.
Впервые в исторических документах Николо-Тители упоминаются в 1577 году, как село Тител, в XVIII веке называлось Николы, Тители тож — по Никольской церкви, существовавшей до середины XIX века. С 1863 года деревня носит современное название, примерно в то же время была сооружена часовня, просуществовавшая до 1-й половины XX века